# Giải vô địch bóng đá nữ U-17 thế giới 2022
Giải vô địch bóng đá nữ U-17 thế giới 2022 (tiếng Anh: 2022 FIFA U-17 Women's World Cup; tiếng Hindi: 2022 फीफा अंडर-17 महिला विश्व कप भारत) là giải đấu lần thứ 7 của Giải vô địch bóng đá nữ U-17 thế giới, giải vô địch bóng đá nữ quốc tế 2 năm một lần được tranh tài bởi các đội tuyển nữ U-17 quốc gia của các liên đoàn thành viên thuộc FIFA, kể từ khi thành lập ở năm 2008. Giải đấu sẽ được tổ chức bởi Ấn Độ, nước sẽ tổ chức mùa giải năm 2020 trước khi bị hủy bỏ do đại dịch COVID-19 sau khi đã bị truất quyền đăng cai do Liên đoàn bóng đá Ấn Độ bị FIFA đình chỉ. Đây sẽ là lần thứ hai Ấn Độ đăng cai một giải đấu của FIFA sau 2017 dành cho nam và lần đầu tiên Ấn Độ đăng cai một giải bóng đá nữ của FIFA.
Maroc và Tanzania, cùng với chủ nhà Ấn Độ lần đầu tiên tham dự giải đấu. Tây Ban Nha là nhà đương kim vô địch, đã có danh hiệu đầu tiên trong năm 2018, và họ giữ lại ngôi vương thành công khi đánh bại Colombia với tỉ số 1−0.

## Lựa chọn chủ nhà
Ấn Độ được chọn làm chủ nhà của Giải vô địch bóng đá nữ U-17 thế giới 2020 vào ngày 15 tháng 3 năm 2019. Vào ngày 17 tháng 11 năm 2020, FIFA thông báo rằng mùa giải năm 2020 sẽ bị hủy bỏ do ảnh hưởng của đại dịch COVID-19. Thay vào đó, Ấn Độ được chỉ định làm chủ nhà của giải đấu tiếp theo vào năm 2022.
Vào ngày 16 tháng 8 năm 2022, có thông báo rằng Liên đoàn bóng đá Ấn Độ, hay còn gọi là AIFF, đã bị FIFA đình chỉ do ảnh hưởng quá mức từ các bên thứ ba. Kết quả là, Cúp bóng đá nữ U-17 thế giới 2022 đã bị tước khỏi Ấn Độ. Sau đó được FIFA bỏ cấm vào cuối tháng 8 và giữ lại cho Ấn Độ đăng cai diễn ra theo đúng kế hoạch.

## Các đội tuyển vượt qua vòng loại
| Liên đoàn                                  | Giải đấu loại                                                                                              | Đội tuyển     | Số lần tham gia | Lần cuối tham dự | Thành tích tốt nhất                |
| ------------------------------------------ | --- | ------------- | --------------- | ---------------- | ---------------------------------- |
| AFC (châu Á) (Chủ nhà + 2 đội)             | Chủ nhà | Ấn Độ         | 1               | Không có         | Lần đầu                            |
| AFC (châu Á) (Chủ nhà + 2 đội)             | Các đội được AFC đề cử dựa trên kết quả của Giải vô địch bóng đá nữ U-17 châu Á 2019 (vòng loại bị hủy bỏ) | Trung Quốc[^] | 3               | 2014             | Vòng bảng (2012, 2014)             |
| AFC (châu Á) (Chủ nhà + 2 đội)             | Các đội được AFC đề cử dựa trên kết quả của Giải vô địch bóng đá nữ U-17 châu Á 2019 (vòng loại bị hủy bỏ) | Nhật Bản      | 7               | 2018             | Vô địch (2014)                     |
| CAF (Châu Phi) (3 đội)                     | Vòng loại Giải vô địch bóng đá nữ U-17 thế giới 2022 khu vực châu Phi                                      | Maroc         | 1               | Không có         | Lần đầu                            |
| CAF (Châu Phi) (3 đội)                     | Vòng loại Giải vô địch bóng đá nữ U-17 thế giới 2022 khu vực châu Phi                                      | Nigeria       | 6               | 2016             | Tứ kết (2010, 2012, 2014)          |
| CAF (Châu Phi) (3 đội)                     | Vòng loại Giải vô địch bóng đá nữ U-17 thế giới 2022 khu vực châu Phi                                      | Tanzania      | 1               | Không có         | Lần đầu                            |
| CONCACAF (Bắc, Trung Mỹ và Caribe) (3 đội) | Giải vô địch bóng đá nữ U-17 CONCACAF 2022                                                                 | Canada        | 7               | 2018             | Hạng tư (2018)                     |
| CONCACAF (Bắc, Trung Mỹ và Caribe) (3 đội) | Giải vô địch bóng đá nữ U-17 CONCACAF 2022                                                                 | México        | 6               | 2018             | Á quân (2018)                      |
| CONCACAF (Bắc, Trung Mỹ và Caribe) (3 đội) | Giải vô địch bóng đá nữ U-17 CONCACAF 2022                                                                 | Hoa Kỳ        | 5               | 2018             | Á quân (2008)                      |
| CONMEBOL (Nam Mỹ) (3 đội)                  | Giải vô địch bóng đá nữ U-17 Nam Mỹ 2022                                                                   | Brasil        | 6               | 2018             | Tứ kết (2010, 2012)                |
| CONMEBOL (Nam Mỹ) (3 đội)                  | Giải vô địch bóng đá nữ U-17 Nam Mỹ 2022                                                                   | Chile         | 2               | 2010             | Vòng bảng (2010)                   |
| CONMEBOL (Nam Mỹ) (3 đội)                  | Giải vô địch bóng đá nữ U-17 Nam Mỹ 2022                                                                   | Colombia      | 5               | 2018             | Vòng bảng (2008, 2012, 2014, 2018) |
| OFC (Châu Đại Dương) (1 đội)               | Các đội được OFC đề cử (vòng loại bị hủy bỏ)                                                               | New Zealand   | 7               | 2018             | Hạng ba (2018)                     |
| UEFA (Châu Âu) (3 đội)                     | Giải vô địch bóng đá nữ U-17 châu Âu 2022                                                                  | Pháp          | 3               | 2012             | Vô địch (2012)                     |
| UEFA (Châu Âu) (3 đội)                     | Giải vô địch bóng đá nữ U-17 châu Âu 2022                                                                  | Đức           | 7               | 2018             | Hạng ba (2008)                     |
| UEFA (Châu Âu) (3 đội)                     | Giải vô địch bóng đá nữ U-17 châu Âu 2022                                                                  | Tây Ban Nha   | 5               | 2018             | Vô địch (2018)                     |

Ghi chú
1. ^ Vào ngày 16 tháng 3 năm 2022, AFC thông báo rằng Trung Quốc sẽ thay thế Triều Tiên trở thành đại diện của AFC tại Giải vô địch bóng đá nữ U-17 thế giới do Liên đoàn bóng đá CHDCND Triều Tiên rút lui.[8]

## Địa điểm
Vào ngày 13 tháng 4 năm 2022, FIFA xác nhận 3 thành phố đăng cai ở 3 bang của Ấn Độ:
1. Bhubaneswar, Odisha
2. Margao, Goa
3. Navi Mumbai, Maharashtra

| BhubaneswarMargaoNavi Mumbai | Bhubaneswar          | Margao                               | Navi Mumbai           |
| ---------------------------- | -------------------- | ------------------------------------ | --------------------- |
| BhubaneswarMargaoNavi Mumbai | Sân vận động Kalinga | Sân vận động Pandit Jawaharlal Nehru | Sân vận động DY Patil |
| BhubaneswarMargaoNavi Mumbai | Sức chứa: 15.000     | Sức chứa: 19.000                     | Sức chứa: 55.000      |
| BhubaneswarMargaoNavi Mumbai |                      |                                      |                       |

## Tiếp thị

### Biểu trưng
Biểu tượng chính thức của giải đấu đã được FIFA và ban tổ chức địa phương công bố vào ngày 2 tháng 11 năm 2019 tại Gateway of India ở Mumbai. Theo FIFA, thiết kế kết hợp các yếu tố từ thế giới tự nhiên và văn hóa Ấn Độ. Biểu tượng có hình dạng chiếc cúp của giải đấu với những con sóng màu xanh lam sáng và "một bông hoa nở rộ" ở chân của nó. Hai yếu tố kéo dài về phía trên cùng của chiếc cúp, giống như một quả bóng làm bằng hoa cúc vạn thọ được đóng khung bởi một giọt nước. Màu sắc và kiểu dáng của cúc vạn thọ được lấy cảm hứng từ vải dệt Bandhani, và thân cây có các biểu tượng lấy cảm hứng từ các bức tranh Warli và hoa văn Bandhani.

### Linh vật
Linh vật chính thức của giải đấu là Ibha, được công bố vào ngày 11 tháng 10 năm 2021 trùng với Ngày Quốc tế trẻ em gái. Ibha là một chú sư tử cái châu Á, một phân loài sư tử mà ngày nay chỉ còn tồn tại trong môi trường hoang dã ở Ấn Độ. Cái tên Ibha có nghĩa là "người có tầm nhìn và khả năng phán đoán tốt" trong tiếng Khasi, một ngôn ngữ được sử dụng chủ yếu ở bang Meghalaya. Theo FIFA, linh vật đại diện cho Nari Shakti (sức mạnh phụ nữ) và là một "sư tử cái châu Á mạnh mẽ, vui tươi và quyến rũ nhằm mục đích truyền cảm hứng và khuyến khích phụ nữ và trẻ em gái bằng cách sử dụng tinh thần đồng đội, tính kiên cường, lòng tốt và trao quyền cho người khác."

### Khẩu hiệu
Khẩu hiệu chính thức của giải đấu là "Kick Off The Dream", đã được công bố vào tháng 2 năm 2020.

## Đội hình
Các cầu thủ sinh từ ngày 1 tháng 1 năm 2005 đến ngày 31 tháng 12 năm 2007 đủ điều kiện tham gia giải đấu.

## Trọng tài
Tổng cộng có 14 trọng tài, 28 trợ lý trọng tài và 16 trọng tài VAR -  trận đấu đã được FIFA chính thức bổ nhiệm cho giải đấu vào ngày 30 tháng 8 năm 2022. Hệ thống trợ lý trọng tài video (VAR) sẽ được sử dụng lần đầu tiên trong FIFA U- 17 Giải vô địch bóng đá nữ thế giới.
| Liên đoàn | Trọng tài                                                            | Trợ lý trọng tài |
| --------- | -------------------------------------------------------------------- | --- |
| AFC       | Oh Hyeon-jeong Pansa Chaisanit Edita Mirabidova                      | Joanna Charaktis Fang Yan Xie Lijun Nuannid Donjangreed Supawan Hinthong Kristina Sereda                                  |
| CAF       | Maria Rivet Bouchra Karboubi                                         | Yara Abdelfattah Queency Victoire Soukaina Hamdi Fatiha Jermoumi                                                          |
| CONCACAF  | Myriam Marcotte Odette Hamilton Katia García                         | Ivett Santiago Jassett Kerr-Wilson Stephanie-Dale Yee Sing Enedina Caudillo Mayte Chávez Mijensa Rensch                   |
| CONMEBOL  | María Victoria Daza Anahí Fernández                                  | Nataly Arteaga Laura Miranda Luciana Mascaraña Adela Sánchez                                                              |
| UEFA      | Ivana Martinčić Rebecca Welch Maria Sole Ferrieri Iuliana Demetrescu | Natalie Aspinall Élodie Coppola Anita Vad Francesca Di Monte Franca Overtoom Paulina Baranowska Mihaela Țepușă Staša Špur |

| Liên đoàn | Trợ lý trọng tài video (VAR)                                                          |
| --------- | ------------------------------------------------------------------------------------- |
| AFC       | Lara Lee Casey Reibelt Hanna Hattab Sivakorn Pu-Udom Omar Al-Ali                      |
| CAF       | Letticia Viana Lidya Tafesse                                                          |
| CONCACAF  | Carol Anne Chenard Shirley Perelló Tatiana Guzmán Ekaterina Koroleva Felisha Mariscal |
| CONMEBOL  | Salomé di Iorio                                                                       |
| UEFA      | Lucie Ratajová Frida Mia Klarlund Maïka Vanderstichel                                 |

| Hỗ trợ trọng tài | Hỗ trợ trọng tài |
| ---------------- | ---------------- |
| CAF              | Dorsaf Ganouati  |
| CONMEBOL         | Susana Corella   |
| CONMEBOL         | Zulma Quiñónez   |

## Bốc thăm
Lễ bốc thăm chính thức diễn ra vào ngày 24 tháng 6 năm 2022, 12:00 giờ địa phương CEST (UTC+2) tại trụ sở FIFA ở Zürich, Thụy Sĩ. Các đội được phân bổ dựa trên màn trình diễn của họ trong 5 kỳ World Cup nữ U-17 trước đó, năm điểm thưởng được cộng cho mỗi nhà vô địch hiện tại của liên đoàn đã giành chiến thắng trong giải đấu vòng loại tương ứng (cho chu kỳ này). Đội chủ nhà ban đầu là Ấn Độ đã tự động được xếp vào vị trí A1. Các đội cùng liên đoàn không thể gặp nhau ở vòng bảng.
| Nhóm 1                                   | Nhóm 2                                 | Nhóm 3                               | Nhóm 4                              |
| ---------------------------------------- | -------------------------------------- | ------------------------------------ | ----------------------------------- |
| Ấn Độ (H) · Nhật Bản · Tây Ban Nha · Đức | México · Canada · Brasil · New Zealand | Hoa Kỳ · Nigeria · Pháp · Trung Quốc | Colombia · Chile · Maroc · Tanzania |

## Vòng bảng
Các tiêu chí
Hai đội đứng đầu mỗi bảng tiến vào tứ kết. Định dạng cho tiêu chí được xác định như sau:
1. Điểm có được trong tất cả các trận đấu vòng bảng;
2. Hiệu số bàn thắng bại trong tất cả các trận đấu vòng bảng;
3. Số bàn thắng ghi được trong tất cả các trận đấu vòng bảng;

Nếu hai đội trở lên bằng nhau trên cơ sở 3 tiêu chí trên thì thứ hạng của họ được xác định như sau:
1. Điểm có được trong các trận đấu vòng bảng giữa các đội liên quan;
2. Hiệu số bàn thắng bại trong các trận đấu vòng bảng giữa các đội liên quan;
3. Số bàn thắng ghi được trong các trận đấu vòng bảng giữa các đội liên quan;
4. Điểm kỷ luật trong tất cả các trận đấu vòng bảng:
  1. Thẻ vàng thứ nhất: trừ 1 điểm;
  2. Thẻ đỏ gián tiếp (thẻ vàng thứ hai): trừ 3 điểm;
  3. Thẻ đỏ trực tiếp: trừ 4 điểm;
  4. Thẻ vàng và thẻ đỏ trực tiếp: trừ 5 điểm;
5. Bốc thăm do Ban tổ chức FIFA tổ chức.

Tất cả các trận đấu diễn ra theo giờ địa phương, IST (UTC+5:30).

### Bảng A
| VT | Đội       | ST | T | H | B | BT | BB | HS  | Đ | Giành quyền tham dự |
| -- | --------- | -- | - | - | - | -- | -- | --- | - | ------------------- |
| 1  | Hoa Kỳ    | 3  | 2 | 1 | 0 | 13 | 1  | +12 | 7 | Tứ kết              |
| 2  | Brasil    | 3  | 2 | 1 | 0 | 7  | 1  | +6  | 7 | Tứ kết              |
| 3  | Maroc     | 3  | 1 | 0 | 2 | 3  | 5  | −2  | 3 |                     |
| 4  | Ấn Độ (H) | 3  | 0 | 0 | 3 | 0  | 16 | −16 | 0 |                     |

| Maroc | 0−1      | Brasil       |
| ----- | -------- | ------------ |
|       | Chi tiết | - Jhonson 5' |

| Ấn Độ | 0−8      | Hoa Kỳ                                                                                                  |
| ----- | -------- | --- |
|       | Chi tiết | - Rebimbas 9', 31' - Kohler 15' - Gamero 23' - Thompson 39' - Emri 51' - Suarez 59' (ph.đ.) - Bhuta 62' |

| Brasil      | 1−1      | Hoa Kỳ        |
| ----------- | -------- | ------------- |
| - Carol 37' | Chi tiết | - Kiorpes 33' |

| Ấn Độ | 0−3      | Maroc                                               |
| ----- | -------- | --------------------------------------------------- |
|       | Chi tiết | - El-Madani 51' (ph.đ.) - Zouhir 62' - Cherif 90+1' |

| Brasil                                                | 5–0      | Ấn Độ |
| ----------------------------------------------------- | -------- | ----- |
| - Gabi Berchon 11' - Aline 40', 51' - Lara 86', 90+3' | Chi tiết |       |

| Hoa Kỳ                             | 4–0      | Maroc |
| ---------------------------------- | -------- | ----- |
| - Kohler 24', 73' - Smith 68', 81' | Chi tiết |       |

### Bảng B
| VT | Đội         | ST | T | H | B | BT | BB | HS | Đ | Giành quyền tham dự |
| -- | ----------- | -- | - | - | - | -- | -- | -- | - | ------------------- |
| 1  | Đức         | 3  | 3 | 0 | 0 | 11 | 2  | +9 | 9 | Tứ kết              |
| 2  | Nigeria     | 3  | 2 | 0 | 1 | 7  | 3  | +4 | 6 | Tứ kết              |
| 3  | Chile       | 3  | 1 | 0 | 2 | 4  | 9  | −5 | 3 |                     |
| 4  | New Zealand | 3  | 0 | 0 | 3 | 2  | 10 | −8 | 0 |                     |

| Chile                                                  | 3−1      | New Zealand |
| ------------------------------------------------------ | -------- | ----------- |
| - Á. Figueroa 12' - Rovner 22' (ph.đ.) - Cifuentes 64' | Chi tiết | - Clegg 52' |

| Đức                      | 2−1      | Nigeria     |
| ------------------------ | -------- | ----------- |
| - Stoldt 49' - Alber 61' | Chi tiết | - Usani 30' |

| New Zealand | 0−4      | Nigeria                                            |
| ----------- | -------- | -------------------------------------------------- |
|             | Chi tiết | - Bello 16' - Usani 34' - Afolabi 75' - Etim 90+5' |

| Đức                                                                                       | 6−0      | Chile |
| ----------------------------------------------------------------------------------------- | -------- | ----- |
| - Veit 20' - Şehitler 24' - Alber 40' - Steiner 58' (ph.đ.) - Bender 60' - Portella 90+5' | Chi tiết |       |

| New Zealand | 1–3      | Đức                                     |
| ----------- | -------- | --------------------------------------- |
| - Clegg 10' | Chi tiết | - Bender 5', 54' - Şehitler 60' (ph.đ.) |

| Nigeria                    | 2–1      | Chile                  |
| -------------------------- | -------- | ---------------------- |
| - Emmanuel 4' - Mosaku 82' | Chi tiết | - Rovner 90+1' (ph.đ.) |

### Bảng C
| VT | Đội         | ST | T | H | B | BT | BB | HS | Đ | Giành quyền tham dự |
| -- | ----------- | -- | - | - | - | -- | -- | -- | - | ------------------- |
| 1  | Colombia    | 3  | 2 | 0 | 1 | 4  | 2  | +2 | 6 | Tứ kết              |
| 2  | Tây Ban Nha | 3  | 2 | 0 | 1 | 3  | 2  | +1 | 6 | Tứ kết              |
| 3  | México      | 3  | 1 | 0 | 2 | 4  | 5  | −1 | 3 |                     |
| 4  | Trung Quốc  | 3  | 1 | 0 | 2 | 2  | 4  | −2 | 3 |                     |

| México           | 1–2      | Trung Quốc                                |
| ---------------- | -------- | ----------------------------------------- |
| - Guijarro 90+3' | Chi tiết | - Qiao Ruiqi 49' (ph.đ.) - Yu Xingyue 90' |

| Tây Ban Nha   | 1–0      | Colombia |
| ------------- | -------- | -------- |
| - Amezaga 85' | Chi tiết |          |

| Trung Quốc | 0–2      | Colombia          |
| ---------- | -------- | ----------------- |
|            | Chi tiết | - Caicedo 9', 23' |

| Tây Ban Nha  | 1–2      | México                         |
| ------------ | -------- | ------------------------------ |
| - Pujols 74' | Chi tiết | - M. Flores 47' - Saldivar 85' |

| Trung Quốc | 0–1      | Tây Ban Nha  |
| ---------- | -------- | ------------ |
|            | Chi tiết | - Artero 61' |

| Colombia                    | 2–1      | México               |
| --------------------------- | -------- | -------------------- |
| - Ortegón 41' - Caicedo 74' | Chi tiết | - Caicedo 81' (l.n.) |

### Bảng D
| VT | Đội      | ST | T | H | B | BT | BB | HS  | Đ | Giành quyền tham dự |
| -- | -------- | -- | - | - | - | -- | -- | --- | - | ------------------- |
| 1  | Nhật Bản | 3  | 3 | 0 | 0 | 10 | 0  | +10 | 9 | Tứ kết              |
| 2  | Tanzania | 3  | 1 | 1 | 1 | 3  | 6  | −3  | 4 | Tứ kết              |
| 3  | Canada   | 3  | 0 | 2 | 1 | 1  | 5  | −4  | 2 |                     |
| 4  | Pháp     | 3  | 0 | 1 | 2 | 1  | 4  | −3  | 1 |                     |

| Canada       | 1−1      | Pháp        |
| ------------ | -------- | ----------- |
| - Chukwu 67' | Chi tiết | - Calba 73' |

| Nhật Bản                                                     | 4–0      | Tanzania |
| ------------------------------------------------------------ | -------- | -------- |
| - Shiragaki 33' - Itamura 67' - Tsujisawa 75' - Tanikawa 81' | Chi tiết |          |

| Pháp                | 1–2      | Tanzania                          |
| ------------------- | -------- | --------------------------------- |
| - Calba 77' (ph.đ.) | Chi tiết | - Mnally 17' - Bahera 60' (ph.đ.) |

| Nhật Bản                                                   | 4–0      | Canada |
| ---------------------------------------------------------- | -------- | ------ |
| - Kubota 9' - Shiragaki 37' - Tanikawa 52' - Takaoka 90+2' | Chi tiết |        |

| Pháp | 0–2      | Nhật Bản                        |
| ---- | -------- | ------------------------------- |
|      | Chi tiết | - Tanikawa 29' - Kusunoki 90+1' |

| Tanzania      | 1–1      | Canada              |
| ------------- | -------- | ------------------- |
| - Mapunda 35' | Chi tiết | - Allen 14' (ph.đ.) |

## Vòng đấu loại trực tiếp
Ở vòng đấu loại trực tiếp, nếu 1 trận đấu hòa vào cuối thời gian thi đấu bình thường, thì hiệp phụ sẽ được thi đấu (hai hiệp, mỗi hiệp 15 phút) và sau đó, nếu cần, sẽ đá luân lưu để phân định thắng thua. Tuy nhiên, đối với trận tranh hạng ba, không có hiệp phụ nào và đội thắng được phân định bằng loạt sút luân lưu nếu cần thiết.

### Sơ đồ
|  | Tứ kết                    | Tứ kết               |                           |       | Bán kết       | Bán kết       |  |  | Chung kết | Chung kết |
|  |                           |                      |                           |       |               |               |  |  |           |           |
|  | 21 tháng 10 – Navi Mumbai |                      |                           |       |               |               |  |  |           |           |
|  |                           |                      |                           |       |               |               |  |  |           |           |
|  | Hoa Kỳ                    | 1 (3)                |                           |       |               |               |  |  |           |           |
|  | Hoa Kỳ                    | 1 (3)                | 26 tháng 10 – Margao      |       |               |               |  |  |           |           |
|  | Nigeria (p)               | 1 (4)                |                           |       |               |               |  |  |           |           |
|  | Nigeria (p)               | 1 (4)                | Nigeria                   | 0 (5) |               |               |  |  |           |           |
|  | 22 tháng 10 – Margao      |                      | Nigeria                   | 0 (5) |               |               |  |  |           |           |
|  |                           | Colombia (p)         | 0 (6)                     |       |               |               |  |  |           |           |
|  | Colombia                  | Colombia (p)         | 0 (6)                     | 3     |               |               |  |  |           |           |
|  | Colombia                  |                      | 30 tháng 10 – Navi Mumbai | 3     |               |               |  |  |           |           |
|  | Tanzania                  | 0                    |                           |       |               |               |  |  |           |           |
|  | Tanzania                  | 0                    | Colombia                  | 0     |               |               |  |  |           |           |
|  | 21 tháng 10 – Navi Mumbai |                      | Colombia                  | 0     |               |               |  |  |           |           |
|  |                           | Tây Ban Nha          | 1                         |       |               |               |  |  |           |           |
|  | Đức                       | Tây Ban Nha          | 1                         | 2     |               |               |  |  |           |           |
|  | Đức                       | 26 tháng 10 – Margao |                           | 2     |               |               |  |  |           |           |
|  | Brasil                    | 0                    |                           |       |               |               |  |  |           |           |
|  | Brasil                    | 0                    | Đức                       | 0     |               |               |  |  |           |           |
|  | 22 tháng 10 – Margao      |                      | Đức                       | 0     |               |               |  |  |           |           |
|  |                           | Tây Ban Nha          | 1                         |       | Tranh hạng ba | Tranh hạng ba |  |  |           |           |
|  | Nhật Bản                  | Tây Ban Nha          | 1                         | 1     | Tranh hạng ba | Tranh hạng ba |  |  |           |           |
|  | Nhật Bản                  |                      | 30 tháng 10 – Navi Mumbai | 1     |               |               |  |  |           |           |
|  | Tây Ban Nha               | 2                    |                           |       |               |               |  |  |           |           |
|  | Tây Ban Nha               | 2                    | Nigeria (p)               | 3 (3) |               |               |  |  |           |           |
|  |                           |                      |                           |       |               |               |  |  |           |           |
|  | Đức                       | 3 (2)                |                           |       |               |               |  |  |           |           |
|  | Đức                       | 3 (2)                |                           |       |               |               |  |  |           |           |

### Tứ kết
| Hoa Kỳ                                     | 1–1      | Nigeria                                       |
| ------------------------------------------ | -------- | --------------------------------------------- |
| - Villareal 40'                            | Chi tiết | - Edafe 27' (ph.đ.)                           |
| Loạt sút luân lưu                          |          |                                               |
| - Adames - Emri - Suarez - Bhuta - Jackson | 3–4      | - Etim - Offiong - Usani - Folorunsho - Edafe |

| Đức                          | 2–0      | Brasil |
| ---------------------------- | -------- | ------ |
| - Steiner 23' - Krüger 90+5' | Chi tiết |        |

| Colombia                                         | 3–0      | Tanzania |
| ------------------------------------------------ | -------- | -------- |
| - Caicedo 3' - Muñoz 17' - Rodríguez 36' (ph.đ.) | Chi tiết |          |

| Nhật Bản       | 1–2      | Tây Ban Nha        |
| -------------- | -------- | ------------------ |
| - Tanikawa 66' | Chi tiết | - Lopez 87', 90+3' |

### Bán kết
| Nigeria                                                            | 0–0      | Colombia                                                                   |
| ------------------------------------------------------------------ | -------- | -------------------------------------------------------------------------- |
|                                                                    | Chi tiết |                                                                            |
| Loạt sút luân lưu                                                  |          |                                                                            |
| - Offiong - Etim - Usani - Afolabi - Edafe - Oyinlola - Folorunsho | 5–6      | - Rodríguez - Perlaza - Muñoz - Espitaleta - Caicedo - Ortegón - Hernández |

| Đức | 0–1      | Tây Ban Nha  |
| --- | -------- | ------------ |
|     | Chi tiết | Corrales 90' |

### Tranh hạng ba
| Nigeria                              | 3–3      | Đức                                        |
| ------------------------------------ | -------- | ------------------------------------------ |
| - Ajakaye 20' - Bello 48' - Etim 63' | Chi tiết | - Veit 73' - Bartz 85' - Bender 90'        |
| Loạt sút luân lưu                    |          |                                            |
| - Sunday - Etim - Ajakaye - Adeshina | 3–2      | - Veit - Platner - Bender - Janzen - Bartz |

### Chung kết
| Colombia | 0–1      | Tây Ban Nha       |
| -------- | -------- | ----------------- |
|          | Chi tiết | Guzmán 82' (l.n.) |

## Vô địch
| Giải vô địch bóng đá nữ U-17 thế giới 2022 |
| ------------------------------------------ |
| · Tây Ban Nha · Lần thứ 2                  |

## Giải thưởng
Các giải thưởng sau đây đã được trao sau giải đấu:
| Quả bóng vàng           | Quả bóng bạc    | Quả bóng đồng   |
| ----------------------- | --------------- | --------------- |
| Vicky López             | Linda Caicedo   | Mara Alber      |
| Chiếc giày vàng         | Chiếc giày bạc  | Chiếc giày đồng |
| Loreen Bender           | Momoko Tanikawa | Linda Caicedo   |
| 4 bàn thắng, 2 kiến tạo | 4 bàn thắng     | 4 bàn thắng     |
| Găng tay vàng           |                 |                 |
| Sofía Fuente            |                 |                 |
| Giải phong cách         |                 |                 |
| Nhật Bản                |                 |                 |

## Cầu thủ ghi bàn
Đã có 95 bàn thắng ghi được trong 32 trận đấu, trung bình 2.97 bàn thắng mỗi trận đấu.
4 bàn thắng
- Linda Caicedo
- Loreen Bender
- Momoko Tanikawa

3 bàn thắng
- Charlotte Kohler

2 bàn thắng
- Aline
- Lara
- Tali Rovner
- Lucie Calba
- Mara Alber
- Alara Şehitler
- Marie Steiner
- Jella Veit
- Uno Shiragaki
- Emily Clegg
- Amina Bello
- Edidiong Etim
- Miracle Usani
- Vicky López
- Melina Rebimbas
- Samantha Smith

1 bàn thắng
- Carol
- Gabi Berchon
- Jhonson
- Amanda Allen
- Annabelle Chukwu
- Anaís Cifuentes
- Ámbar Figueroa
- Qiao Ruiqi
- Yu Xingyue
- Yésica Muñoz
- Juana Ortegón
- Gabriela Rodríguez
- Paulina Bartz
- Melina Krüger
- Laila Portella
- Svea Stoldt
- Mao Itamura
- Mao Kubota
- Sayami Kusunoki
- Mio Takaoka
- Ai Tsujisawa
- Maribel Flores
- Katherin Guijarro
- Montserrat Saldivar
- Djennah Cherif
- Doha El-Madani
- Yasmine Zouhir
- Taiwo Afolabi
- Opeyemi Ajakaye
- Omamuzo Edafe
- Blessing Emmanuel
- Bisola Mosaku
- Jone Amezaga
- Marina Artero
- Lucía Corrales
- Judit Pujols
- Christer Bahera
- Veronica Mapunda
- Diana Mnally
- Mia Bhuta
- Ella Emri
- Onyeka Gamero
- Nicollette Kiorpes
- Taylor Suarez
- Gisele Thompson
- Amalia Villareal

1 bàn phản lưới nhà
- Linda Caicedo (trong trận gặp México)
- Ana Guzmán (trong trận gặp Tây Ban Nha)

## Bảng xếp hạng giải đấu
Theo quy ước thống kê trong bóng đá, các trận đấu quyết định trong hiệp phụ được tính là thắng và thua, trong khi các trận đấu quyết định bằng loạt sút luân lưu được tính là hòa.
| XH                  | Đội         | ST | T | H | B | Đ  | BT | BB | HS  |
| ------------------- | ----------- | -- | - | - | - | -- | -- | -- | --- |
| 1                   | Tây Ban Nha | 6  | 5 | 0 | 1 | 15 | 7  | 3  | +4  |
| 2                   | Colombia    | 6  | 3 | 1 | 2 | 10 | 7  | 3  | +4  |
| 3                   | Nigeria     | 6  | 2 | 3 | 1 | 9  | 11 | 7  | +4  |
| 4                   | Đức         | 6  | 4 | 1 | 1 | 13 | 16 | 6  | +10 |
| Bị loại ở tứ kết    |             |    |   |   |   |    |    |    |     |
| 5                   | Nhật Bản    | 4  | 3 | 0 | 1 | 9  | 11 | 2  | +9  |
| 6                   | Hoa Kỳ      | 4  | 2 | 2 | 0 | 8  | 14 | 2  | +12 |
| 7                   | Brasil      | 4  | 2 | 1 | 1 | 7  | 7  | 3  | +4  |
| 8                   | Tanzania    | 4  | 1 | 1 | 2 | 4  | 3  | 9  | -6  |
| Bị loại ở vòng bảng |             |    |   |   |   |    |    |    |     |
| 9                   | México      | 3  | 1 | 0 | 2 | 3  | 4  | 5  | -1  |
| 10                  | Maroc       | 3  | 1 | 0 | 2 | 3  | 3  | 5  | -2  |
| 11                  | Trung Quốc  | 3  | 1 | 0 | 2 | 3  | 2  | 4  | -2  |
| 12                  | Chile       | 3  | 1 | 0 | 2 | 3  | 4  | 9  | -5  |
| 13                  | Canada      | 3  | 0 | 2 | 1 | 2  | 2  | 6  | -4  |
| 14                  | Pháp        | 3  | 0 | 1 | 2 | 1  | 2  | 5  | -3  |
| 15                  | New Zealand | 3  | 0 | 0 | 3 | 0  | 2  | 10 | -8  |
| 16                  | Ấn Độ (H)   | 3  | 0 | 0 | 3 | 0  | 0  | 16 | -16 |